# August 2000
Acest articol este generat integral pe baza informațiilor din articolul 2000 și este actualizat periodic de un robot.
 Editările făcute în articol vor fi șterse la următoarea actualizare! Dacă doriți să faceți modificări, editați articolul-sursă.

ianuarie -
februarie -
martie -
aprilie -
mai -
iunie -
iulie -
august -
septembrie -
octombrie -
noiembrie -
decembrie
August 2000 a fost a opta lună a anului și a început într-o zi de marți.

## Evenimente
- 7 august: Liderii PNȚCD, loan Mureșan, Remus Opriș, ai UFD, Varujan Vosganian, Adrian lorgulescu și liderul FER, Alexandru lonescu, hotărăsc constituirea unei noi alianțe de centru dreapta, CDR 2000, care va susține un unic candidat la alegerile prezidențiale, preferatul fiind Mugur Isărescu. Oficial, CDR 2000 va lua naștere la 31 august.
- 10 august: Proteste ale investitorilor FNI care cer o confirmare scrisă că vor primi banii investiți înapoi. Premierul Mugur Isărescu a anunțat că păgubiții FNI nu vor fi despăgubiți din fonduri publice.
- 14 august: Țarul Nicolae al II-lea și câțiva membri ai familiei imperiale, asasinați în anul 1918 de către bolșevici, sunt canonizați de către sinodul Bisericii Ortodoxe Ruse.

## Nașteri
- 2 august: Varvara Graceva, jucătoare de tenis rusă
- 3 august: Landry Bender, actriță americană
- 8 august: Félix Auger-Aliassime, jucător canadian de tenis
- 17 august: Lil Pump (n. Gazzy Garcia), rapper american

## Decese
- 5 august: Ștefan Berindei, 58 ani, muzician român (n. 1942)
- 5 august: Alec Guinness, 86 ani, actor britanic (n. 1914)
- 6 august: Petre Gheorghiu, 71 ani, actor român (n. 1929)
- 9 august: John Harsanyi, 80 ani, economist maghiar, laureat al Premiului Nobel (1994), (n. 1920)
- 12 august: Loretta Young, 87 ani, actriță americană (n. 1913)
- 19 august: Lee Sholem (Lee Tabor Sholem), 87 ani, regizor american de film (n. 1913)
- 19 august: Andrei Scrima, arhimandrit, teolog ortodox (n. 1925)
- 22 august: Abulfaz Elchibey, politician azer (n. 1938)